# Melagona simplificata
Melagona simplificata är en fjärilsart som beskrevs av M.Gaede 1934. Melagona simplificata ingår i släktet Melagona och familjen tandspinnare. Inga underarter finns listade i Catalogue of Life.